# Jégkorong-világbajnokok listája
Az alábbi táblázat a jégkorongozás világbajnokait sorolja fel. 1920 és 1968 között az olimpiai bajnokok automatikusan világbajnoki címet is kaptak, ezért a lista ezeket is tartalmazza.

## Férfiak
| Év     | Aranyérem                             | Ezüstérem                             | Bronzérem                             | Rendező város(ok)                | Rendező ország(ok)                     |
| ------ | ------------------------------------- | ------------------------------------- | ------------------------------------- | -------------------------------- | -------------------------------------- |
| 1920   | Kanada (1)                            | Egyesült Államok (1)                  | Csehszlovákia (1)                     | Antwerpen                        | Belgium                                |
| 1924 * | Kanada (2)                            | Egyesült Államok (2)                  | Nagy-Britannia (1)                    | Chamonix                         | Franciaország                          |
| 1928 * | Kanada (3)                            | Svédország (1)                        | Svájc (1)                             | St. Moritz                       | Svájc                                  |
| 1930   | Kanada (4)                            | Németország (1)                       | Svájc (2)                             | Chamonix Berlin Bécs             | Franciaország · Németország · Ausztria |
| 1931   | Kanada (5)                            | Egyesült Államok (3)                  | Ausztria (1)                          | Krynica-Zdrój                    | Lengyelország                          |
| 1932 * | Kanada (6)                            | Egyesült Államok (4)                  | Németország (1)                       | Lake Placid                      | Amerikai Egyesült Államok              |
| 1933   | Egyesült Államok (1)                  | Kanada (1)                            | Csehszlovákia (2)                     | Prága                            | Csehszlovákia                          |
| 1934   | Kanada (7)                            | Egyesült Államok (5)                  | Németország (2)                       | Milánó                           | Olaszország                            |
| 1935   | Kanada (8)                            | Svájc (1)                             | Nagy-Britannia (2)                    | Davos                            | Svájc                                  |
| 1936 * | Nagy-Britannia (1)                    | Kanada (2)                            | Egyesült Államok (1)                  | Garmisch-Partenkirchen           | Harmadik Birodalom                     |
| 1937   | Kanada (9)                            | Nagy-Britannia (1)                    | Svájc (3)                             | London                           | Egyesült Királyság                     |
| 1938   | Kanada (10)                           | Nagy-Britannia (2)                    | Csehszlovákia (3)                     | Prága                            | Csehszlovákia                          |
| 1939   | Kanada (11)                           | Egyesült Államok (6)                  | Svájc (4)                             | Zürich és Bázel                  | Svájc                                  |
| 1947   | Csehszlovákia (1)                     | Svédország (2)                        | Ausztria (2)                          | Prága                            | Csehszlovákia                          |
| 1948 * | Kanada (12)                           | Csehszlovákia (1)                     | Svájc (5)                             | St. Moritz                       | Svájc                                  |
| 1949   | Csehszlovákia (2)                     | Kanada (3)                            | Egyesült Államok (2)                  | Stockholm                        | Svédország                             |
| 1950   | Kanada (13)                           | Egyesült Államok (7)                  | Svájc (6)                             | London                           | Egyesült Királyság                     |
| 1951   | Kanada (14)                           | Svédország (3)                        | Svájc (7)                             | Párizs                           | Franciaország                          |
| 1952 * | Kanada (15)                           | Egyesült Államok (8)                  | Svédország (1)                        | Oslo és Drammen                  | Norvégia                               |
| 1953   | Svédország (1)                        | NSZK (2)                              | Svájc (8)                             | Zürich és Bázel                  | Svájc                                  |
| 1954   | Szovjetunió (1)                       | Kanada (4)                            | Svédország (2)                        | Stockholm                        | Svédország                             |
| 1955   | Kanada (16)                           | Szovjetunió (1)                       | Csehszlovákia (4)                     | Krefeld, Dortmund és Köln        | NSZK                                   |
| 1956 * | Szovjetunió (2)                       | Egyesült Államok (9)                  | Kanada (1)                            | Cortina d’Ampezzo                | Olaszország                            |
| 1957   | Svédország (2)                        | Szovjetunió (2)                       | Csehszlovákia (5)                     | Moszkva                          | Szovjetunió                            |
| 1958   | Kanada (17)                           | Szovjetunió (3)                       | Svédország (3)                        | Oslo                             | Norvégia                               |
| 1959   | Kanada (18)                           | Szovjetunió (4)                       | Csehszlovákia (6)                     | Prága, Pozsony és Ostrava        | Csehszlovákia                          |
| 1960 * | Egyesült Államok (2)                  | Kanada (5)                            | Szovjetunió (1)                       | Squaw Valley                     | Amerikai Egyesült Államok              |
| 1961   | Kanada (19)                           | Csehszlovákia (2)                     | Szovjetunió (2)                       | Genf és Lausanne                 | Svájc                                  |
| 1962   | Svédország (3)                        | Kanada (6)                            | Egyesült Államok (3)                  | Colorado Springs és Denver       | Amerikai Egyesült Államok              |
| 1963   | Szovjetunió (3)                       | Svédország (4)                        | Csehszlovákia (7)                     | Stockholm                        | Svédország                             |
| 1964 * | Szovjetunió (4)                       | Svédország (5)                        | Csehszlovákia (8)                     | Innsbruck                        | Ausztria                               |
| 1965   | Szovjetunió (5)                       | Csehszlovákia (3)                     | Svédország (4)                        | Tampere                          | Finnország                             |
| 1966   | Szovjetunió (6)                       | Csehszlovákia (4)                     | Kanada (2)                            | Ljubljana                        | Jugoszlávia                            |
| 1967   | Szovjetunió (7)                       | Svédország (6)                        | Kanada (3)                            | Bécs                             | Ausztria                               |
| 1968 * | Szovjetunió (8)                       | Csehszlovákia (5)                     | Kanada (4)                            | Grenoble                         | Franciaország                          |
| 1969   | Szovjetunió (9)                       | Svédország (7)                        | Csehszlovákia (9)                     | Stockholm                        | Svédország                             |
| 1970   | Szovjetunió (10)                      | Svédország (8)                        | Csehszlovákia (10)                    | Stockholm                        | Svédország                             |
| 1971   | Szovjetunió (11)                      | Csehszlovákia (6)                     | Svédország (5)                        | Bern és Genf                     | Svájc                                  |
| 1972   | Csehszlovákia (3)                     | Szovjetunió (5)                       | Svédország (6)                        | Prága                            | Csehszlovákia                          |
| 1973   | Szovjetunió (12)                      | Svédország (9)                        | Csehszlovákia (11)                    | Moszkva                          | Szovjetunió                            |
| 1974   | Szovjetunió (13)                      | Csehszlovákia (7)                     | Svédország (7)                        | Helsinki                         | Finnország                             |
| 1975   | Szovjetunió (14)                      | Csehszlovákia (8)                     | Svédország (8)                        | München és Düsseldorf            | NSZK                                   |
| 1976   | Csehszlovákia (4)                     | Szovjetunió (6)                       | Svédország (9)                        | Katowice                         | Lengyelország                          |
| 1977   | Csehszlovákia (5)                     | Svédország (10)                       | Szovjetunió (3)                       | Bécs                             | Ausztria                               |
| 1978   | Szovjetunió (15)                      | Csehszlovákia (9)                     | Kanada (5)                            | Prága                            | Csehszlovákia                          |
| 1979   | Szovjetunió (16)                      | Csehszlovákia (10)                    | Svédország (10)                       | Moszkva                          | Szovjetunió                            |
| 1981   | Szovjetunió (17)                      | Svédország (11)                       | Csehszlovákia (12)                    | Göteborg és Stockholm            | Svédország                             |
| 1982   | Szovjetunió (18)                      | Csehszlovákia (11)                    | Kanada (6)                            | Helsinki és Tampere              | Finnország                             |
| 1983   | Szovjetunió (19)                      | Csehszlovákia (12)                    | Kanada (7)                            | Düsseldorf, Dortmund és München  | NSZK                                   |
| 1985   | Csehszlovákia (6)                     | Kanada (7)                            | Szovjetunió (4)                       | Prága                            | Csehszlovákia                          |
| 1986   | Szovjetunió (20)                      | Svédország (12)                       | Kanada (8)                            | Moszkva                          | Szovjetunió                            |
| 1987   | Svédország (4)                        | Szovjetunió (7)                       | Csehszlovákia (13)                    | Bécs                             | Ausztria                               |
| 1989   | Szovjetunió (21)                      | Kanada (8)                            | Csehszlovákia (14)                    | Stockholm és Södertälje          | Svédország                             |
| 1990   | Szovjetunió (22)                      | Svédország (13)                       | Csehszlovákia (15)                    | Bern és Fribourg                 | Svájc                                  |
| 1991   | Svédország (5)                        | Kanada (9)                            | Szovjetunió (5)                       | Turku, Helsinki és Tampere       | Finnország                             |
| 1992   | Svédország (6)                        | Finnország (1)                        | Csehszlovákia (16)                    | Prága és Pozsony                 | Csehszlovákia                          |
| 1993   | Oroszország (1/23)                    | Svédország (14)                       | Csehország (1/17)                     | Dortmund és München              | Németország                            |
| 1994   | Kanada (20)                           | Finnország (2)                        | Svédország (11)                       | Bolzano, Canazei és Milánó       | Olaszország                            |
| 1995   | Finnország (1)                        | Svédország (15)                       | Kanada (9)                            | Stockholm és Gävle               | Svédország                             |
| 1996   | Csehország (1/7)                      | Kanada (10)                           | Egyesült Államok (4)                  | Bécs                             | Ausztria                               |
| 1997   | Kanada (21)                           | Svédország (16)                       | Csehország (2/18)                     | Helsinki, Turku és Tampere       | Finnország                             |
| 1998   | Svédország (7)                        | Finnország (3)                        | Csehország (3/19)                     | Zürich és Bázel                  | Svájc                                  |
| 1999   | Csehország (2/8)                      | Finnország (4)                        | Svédország (12)                       | Oslo, Lillehammer és Hamar       | Norvégia                               |
| 2000   | Csehország (3/9)                      | Szlovákia (1)                         | Finnország (1)                        | Szentpétervár                    | Oroszország                            |
| 2001   | Csehország (4/10)                     | Finnország (5)                        | Svédország (13)                       | Köln, Hannover és Nürnberg       | Németország                            |
| 2002   | Szlovákia (1)                         | Oroszország (1/8)                     | Svédország (14)                       | Göteborg, Karlstad és Jönköping  | Svédország                             |
| 2003   | Kanada (22)                           | Svédország (17)                       | Szlovákia (1)                         | Helsinki, Tampere és Turku       | Finnország                             |
| 2004   | Kanada (23)                           | Svédország (18)                       | Egyesült Államok (5)                  | Prága és Ostrava                 | Csehország                             |
| 2005   | Csehország (5/11)                     | Kanada (11)                           | Oroszország (1/6)                     | Innsbruck és Bécs                | Ausztria                               |
| 2006   | Svédország (8)                        | Csehország (1/13)                     | Finnország (2)                        | Riga                             | Lettország                             |
| 2007   | Kanada (24)                           | Finnország (6)                        | Oroszország (2/7)                     | Moszkva és Mityiscsi             | Oroszország                            |
| 2008   | Oroszország (2/24)                    | Kanada (12)                           | Finnország (3)                        | Halifax és Québec                | Kanada                                 |
| 2009   | Oroszország (3/25)                    | Kanada (13)                           | Svédország (15)                       | Kloten és Bern                   | Svájc                                  |
| 2010   | Csehország (6/12)                     | Oroszország (2/9)                     | Svédország (16)                       | Köln, Mannheim, és Gelsenkirchen | Németország                            |
| 2011   | Finnország (2)                        | Svédország (19)                       | Csehország (4/20)                     | Pozsony és Kassa                 | Szlovákia                              |
| 2012   | Oroszország (4/26)                    | Szlovákia (2)                         | Csehország (5/21)                     | Helsinki Stockholm               | Finnország · Svédország                |
| 2013   | Svédország (9)                        | Svájc (2)                             | Egyesült Államok (6)                  | Stockholm Helsinki               | Svédország · Finnország                |
| 2014   | Oroszország (5/27)                    | Finnország (7)                        | Svédország (17)                       | Minszk                           | Fehéroroszország                       |
| 2015   | Kanada (25)                           | Oroszország (3/10)                    | Egyesült Államok (7)                  | Prága és Ostrava                 | Csehország                             |
| 2016   | Kanada (26)                           | Finnország (8)                        | Oroszország (3/8)                     | Moszkva és Szentpétervár         | Oroszország                            |
| 2017   | Svédország (10)                       | Kanada (14)                           | Oroszország (4/9)                     | Köln Párizs                      | Németország · Franciaország            |
| 2018   | Svédország (11)                       | Svájc (3)                             | Egyesült Államok (8)                  | Koppenhága és Herning            | Dánia                                  |
| 2019   | Finnország (3)                        | Kanada (15)                           | Oroszország (5/10)                    | Pozsony és Kassa                 | Szlovákia                              |
| 2020   | A koronavírus-járvány miatt elmaradt. | A koronavírus-járvány miatt elmaradt. | A koronavírus-járvány miatt elmaradt. | Zürich és Lausanne               | Svájc                                  |
| 2021   | Kanada (27)                           | Finnország (9)                        | Egyesült Államok (9)                  | Riga                             | Lettország                             |
| 2022   | Finnország (4)                        | Kanada (16)                           | Csehország (6/22)                     | Helsinki és Tampere              | Finnország                             |
| 2023   | Kanada (28)                           | Németország (3)                       | Lettország (1)                        | Tampere és Riga                  | Finnország és Lettország               |
| 2024   | Csehország (7/13)                     | Svájc (4)                             | Svédország (18)                       | Ostrava és Prága                 | Csehország                             |
| 2025   | Egyesült Államok (3)                  | Svájc (5)                             | Svédország (19)                       | Stockholm Herning                | Svédország · Dánia                     |
| 2026   |                                       |                                       |                                       | Zürich és Fribourg               | Svájc                                  |
| 2027   |                                       |                                       |                                       | Düsseldorf és Mannheim           | Németország                            |
| 2028   |                                       |                                       |                                       | Párizs és Lyon                   | Franciaország                          |

## Éremtáblázat
| Helyezés | Ország                       | Arany   | Ezüst   | Bronz   | Összesen |
| 1.       | Kanada                       | 28      | 16      | 9       | 53       |
| 2.       | Oroszország · Szovjetunió ·  | 5 22 27 | 3 7 10  | 5 10    | 13 34 47 |
| 3.       | Csehország · Csehszlovákia · | 7 6 13  | 1 12 13 | 6 16 22 | 14 34 48 |
| 4.       | Svédország                   | 11      | 19      | 19      | 49       |
| 5.       | Finnország                   | 4       | 9       | 3       | 16       |
| 6.       | Egyesült Államok             | 3       | 9       | 9       | 21       |
| 7.       | Nagy-Britannia               | 1       | 2       | 2       | 5        |
| 8.       | Szlovákia                    | 1       | 2       | 1       | 4        |
| 9.       | Svájc                        | 0       | 5       | 8       | 13       |
| 10.      | Németország · NSZK ·         | 0       | 1 3     | 2 0 2   | 3 1 5    |
| 11.      | Ausztria                     | 0       | 0       | 2       | 2        |
| 12.      | Lettország                   | 0       | 0       | 1       | 1        |
|          |                              |         |         |         |          |
| Összesen | Összesen                     | 87      | 87      | 87      | 261      |